# ريتشارد بيوس مايلز
ريتشارد بيوس مايلز (بالإنجليزية: Richard Pius Miles)‏ هو كاهن كاثوليكي أمريكي، ولد في 17 مايو 1791 في مقاطعة برينس جورج في الولايات المتحدة، وتوفي في 17 فبراير 1860 في ناشفيل في الولايات المتحدة.